# Bjørn Ibsen
Bjørn Aage Ibsen (Copenaghen, 30 agosto 1915 – Copenaghen, 7 agosto 2007) è stato un medico danese, ideatore della prima unità di terapia intensiva.

## Biografia
Ibsen si laureò nel 1940 presso la Facoltà di Medicina dell'Università di Copenaghen e si specializzò in anestesiologia tra il 1949 e 1950 presso il Massachusetts General Hospital di Boston.

## Attività clinica
Fu coinvolto nell'epidemia di poliomielite del 1952 in Danimarca, dove, nel giro di sei mesi, 2722 pazienti contrassero la malattia e 316 di questi andarono incontro a paralisi respiratoria. Per il trattamento furono utilizzati i pochi respiratori a pressione negativa disponibili; tuttavia questi dispositivi, sebbene utili, erano limitati e non proteggevano il paziente dall'aspirazione delle proprie secrezioni. Dopo aver rilevato personalmente alti livelli di anidride carbonica all'emogasanalisi eseguita su un giovane ragazzo, Ibsen decise di cambiare direttamente la gestione del paziente. Decise di utilizzare una ventilazione a pressione positiva, intubando i pazienti e arruolando duecento studenti di medicina affinché pompassero manualmente aria nei polmoni dei pazienti. In questo modo la mortalità si ridusse dal 90% al 25%. I pazienti furono seguiti in tre aree speciali con 35 letti ciascuna e gestiti autonomamente.
Nel 1953 Ibsen creò la prima unità di terapia intensiva del mondo in un locale dell'ospedale municipale di Copenaghen adibito all'istruzione del personale infermieristico e fornì i primi risultati sulla gestione del tetano con miorilassanti e ventilazione artificiale. Nel 1954 divenne direttore del dipartimento di anestesiologia dello stesso ospedale. Insieme al norvegese Tone Dahl Kvittingen, pubblicò il 18 settembre 1958 il primo articolo sui principi della gestione di un reparto di terapia intensiva.